# Merimasku

Wappen der ehemaligen Gemeinde Merimasku

Merimasku [ˈmɛrimɑsku] ist eine ehemalige Gemeinde im Schärenmeer vor der Küste Südwestfinnlands. Sie liegt auf der Insel Otava und wurde 2009 in die Stadt Naantali eingemeindet.
Die Gemeinde Merimasku hatte unter Ausschluss der Meeresgebiete eine Fläche von 52,16 km². Sie umfasste den Nordteil von Otava sowie 93 kleinere Schären, darunter sechs ganzjährig bewohnte. Das Kirchdorf von Merimasku mit der 1726 erbauten Holzkirche liegt an der Nordspitze Otavas und ist nur durch den schmalen Kirkonsalmi-Sund vom Festland getrennt. Zwei Brücken verbinden Merimasku mit dem Festland: Seit 1970 erreicht man die Insel aus dem Osten von Naantali kommend über die Insel Luonnonmaa, 2002 wurde die Brücke über den Kirkonsalmi nach Askainen fertiggestellt.
Merimasku war ursprünglich eine Kapellengemeinde des auf dem Festland gelegenen Kirchspiels Masku. Diesem verdankt Merimasku auch seinen Namen („Meer-Masku“). 1577 wurde die Kapellengemeinde Naantali unterstellt. Die politische Gemeinde Merimasku entstand 1865 im Zuge der Trennung der Verwaltung der Landgemeinden von der Kirchenverwaltung. Bis in die 1970er Jahre war die Einwohnerzahl von Merimasku rückläufig und erreichte im Jahr 1975 mit 648 einen Tiefpunkt. Seitdem erlebte die Gemeinde aber einen starken Aufschwung, zuletzt hatte sie 1.659 Einwohner. Die Gemeinde Merimasku war rein finnischsprachig.
Zum Jahresbeginn 2009 wurde Merimasku zusammen mit Rymättylä, der zweiten auf Otava gelegenen Gemeinde, und Velkua in die auf dem Festland gelegene Stadt Naantali eingemeindet.